# Gaiman (Chubut)
Gaiman is een plaats in het Argentijnse bestuurlijke gebied Gaiman in de provincie Chubut. De plaats telt 4.292 inwoners. De meeste inwoners van Gaiman zijn van Britse (Welsh) afkomst.